# Petrofina
Fina

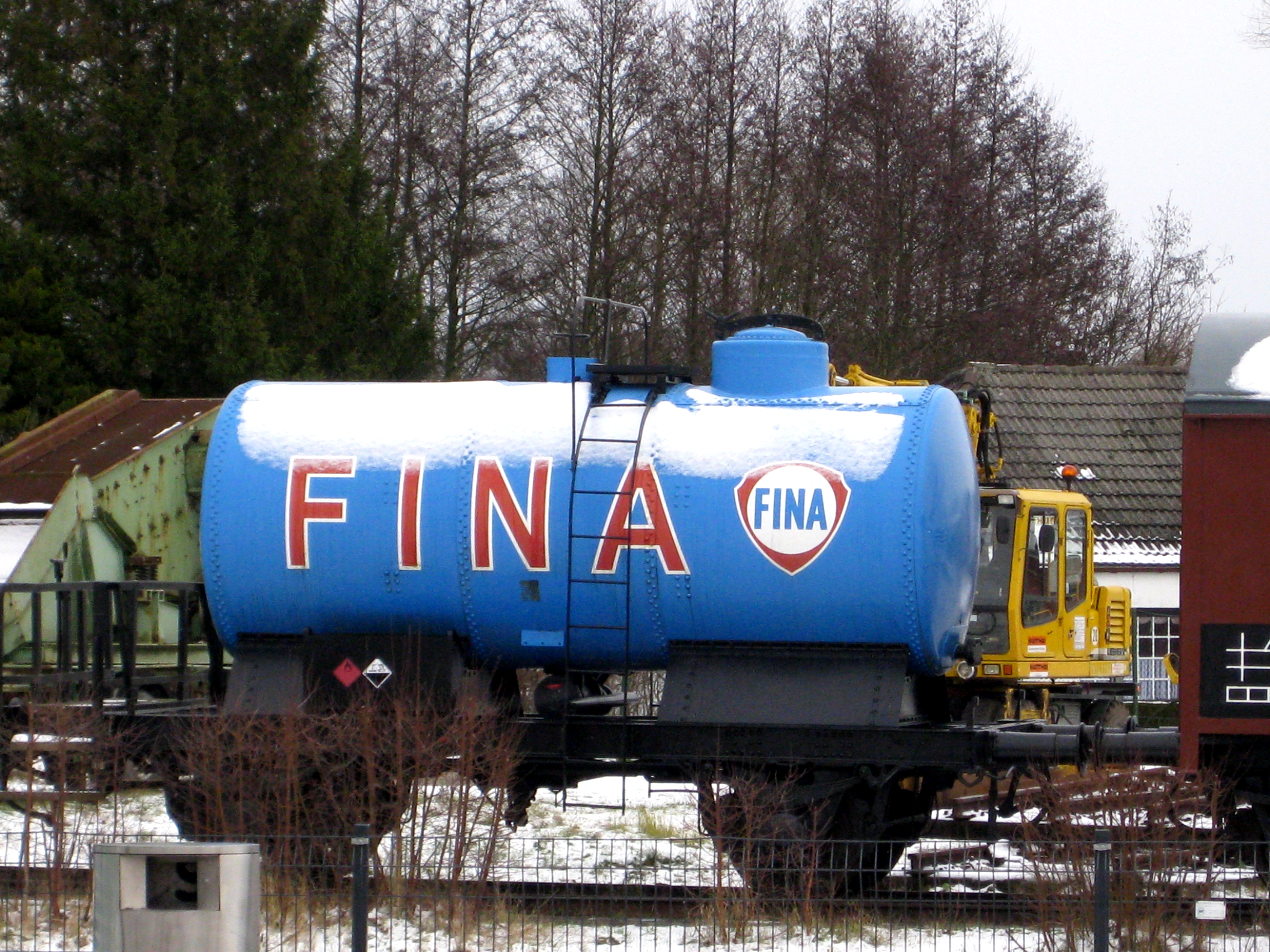
Un wagon dit "citerne" au logo de Fina.

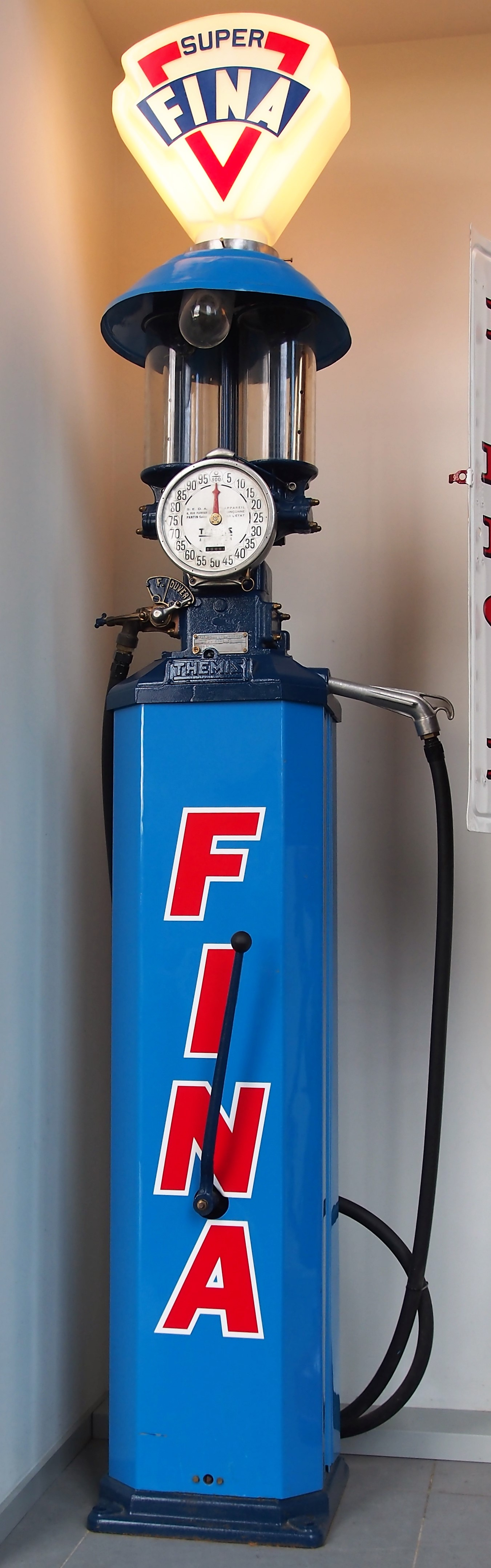
Ancienne pompe Fina.

Petrofina est une ancienne société pétrolière et pétrochimique belge indépendante, constituée en 1920 sous le nom de Compagnie financière belge des pétroles. Ses produits étaient essentiellement commercialisés sous la marque Fina, qui était également le nom de sa société de marketing de combustibles et carburants. 
En 1999, PetroFina est devenue une filiale de Total à la suite d'une offre publique d'échange. Le nom de la société a été modifié en Total Petrochemicals & Refining SA/NV.  

## Historique
- 25 février 1920 : création à Anvers de la Compagnie financière belge des pétroles (dont l'adresse télégraphique était Petrofina, acronyme qui deviendra au cours du temps le nom de la société elle-même) par un groupe d'investisseurs et de banquiers anversois, Auguste Diagre, les frères Hector et Fernand Carlier (en) et le ministre Aloys Van de Vyvere. Cette nouvelle société, purement financière à l'origine, avait pour objectif de prendre le contrôle de sociétés roumaines de pétroles, aux mains d'affairistes allemands : Rumeensche Petroleummaatschappij[2], Concordia, Sirius, Creditul Petrolifer et la Vega. Émile Francqui devient le premier président de l'entreprise.
- 1921 : avec la Pure Oil of Delaware, une société américaine, Petrofina fonde une société filiale détenue à parts égales par chacun des deux Groupes : la société Purfina. Les produits (huiles, carburants, etc.) sont alors commercialisés sous la marque Purfina. L'action Petrofina est introduite en bourse (à Anvers).
- 1922 : création de la filiale Socombel (Société commerciale belge des pétroles) chargée de développer l'entreprise en Europe orientale.
- 1923 : Purfina devient une filiale à 100 % de PetroFina, qui rachète les 50 % aux mains de la Pure Oil Company. La marque commerciale reste néanmoins Purfina et le nom Purfina sera encore donné à des filiales nouvellement créées.
- 1924 : création de la branche de transports pétroliers maritimes avec Purfina Transports qui acquiert un premier navire de 6000 tonnes.
- 1931 : Petrofina crée Palmafina, qui distribue des produits alimentaires et sanitaires (huile de table, margarine, savon, et plus tard, des aliments pour le bétail).
- 1940 : Petrofina est contrainte de céder de nombreux actifs pétroliers aux forces d'occupations nazies, et plus particulièrement la société pétrolière roumaine Concordia, filiale de Petrofina. Ferdinand Carlier, alors directeur général de Petrofina, bien qu'obligé de céder les titres Concordia, sera pénalement poursuivi pour cette vente après la guerre. Petrofina sera aussi mis sous séquestre en 1945 pour un an.
- 1949 : Petrofina et le Groupe pétrolier britannique BP signent des accords pour la création d'une société de raffinage à Anvers, et la constitution de la SIBP (Société industrielle belge des pétroles) détenue pour moitié par chacun des deux Groupes.
- 1952 : le siège social de Petrofina est déplacé d'Anvers vers Bruxelles (au 33 rue de la Loi et au 52 rue de l'Industrie, immeuble qui sera vendu en 2020 à la Compagnie immobilière de Belgique - Immobel).
- 1953 : Petrofina se diversifie dans la chimie avec la création à Anvers de PETROCHIM.
- 1956 : Petrofina achète CosdenOil aux États-Unis.
- 1958 : Petrofina commercialise ses produits sous la marque Fina (et abandonne la marque Purfina)
- 1960 : Petrofina effectue ses premières productions en mer du Nord et se diversifie dans la peinture par le rachat de sociétés de peintures néerlandaises notamment. Après la fusion de ces sociétés de peintures, sous le nom Sigma, le groupe vend des peintures sous la marque Sigma avec des marques grand public telles Histor, etc. Petrofina renforce ses capacités de raffinage et de fabrication de lubrifiants.
- 1969 : Petrofina fait la découverte du champ pétrolier d'Ekofisk en mer du Nord. Par ailleurs, la société Belgochim est constituée pour la création d'une activité pétrochimique à Feluy.
- 1981 : Petrofina vend sa filiale canadienne à Petro-Canada[3].
- 1988 : Petrofina acquiert la pleine propriété de la raffinerie d'Anvers, nommée alors SIBP, qu'elle détenait à parts égales avec le Groupe pétrolier britannique BP. Elle sera renommée Fina Raffinaderij Antwerpen et fera l'objet d'importants plans d'investissements par PetroFina.
- 1988 : Petrofina acquiert la pleine propriété de la pétrochimie d'Anvers.
- 1988 : Petrofina acquiert l'activité polypropylène d'Arco.
- 1990 : Petrofina construit avec BASF le plus gros vapocraqueur du monde au Texas.
- 1990 : Petrofina met fin à son activité d'armateur et transporteur maritime en France en vendant son dernier pétrolier, le Fina Italie, à la Cie Nationale de Navigation, de la Maison Worms & Cie.
- 1995 : Petrofina dote la raffinerie d'Anvers d'une unité de conversion profonde.
- 1998-1999 : Albert Frère, l'actionnaire majoritaire de PetroFina, ayant décidé de se défaire de sa participation dans PetroFina, et à la suite de tractations avec les dirigeants de Total, la société française lance alors une offre publique d'échange amicale sur PetroFina. La société PetroFina devient ainsi filiale à 100 % de TOTAL pour donner le groupe Totalfina en 1999. Après l'OPE réussie sur ELF Aquitaine en 2000 par le Groupe TotalFina, un temps renommé TotalFinaElf, l'ensemble forme maintenant le groupe Total, devenu aujourd'hui la compagnie TotalEnergies.
- 2000 et suivantes : toutes les activités de Petrofina (qui a modifié son nom en Total Petrochemicals & Refining SA/NV) sont intégrées dans le groupe Total (aujourd'hui la compagnie TotalÉnergies) qui est issu de ces deux OPE successives. Si les activités d'exploration-production ne sont plus exercées par la société belge, celle-ci reste néanmoins un acteur majeur dans la pétrochimie (production par ses filiales et commercialisation en son nom propre de monomères et de polymères, ces produits plastiques que sont notamment le polypropylène, le polyéthylène, le polystyrène) et le raffinage (raffinage par la filiale anversoise et vente de la production par la société en son nom propre, de carburants tels l'essence, le diesel, le kérosène, et toute la gamme de produits provenant du raffinage des hydrocarbures). Les décisions stratégiques émanent cependant depuis lors du quartier-général de la Compagnie à Paris.
- 2021 : la direction de la compagnie TotalÉnergies annonce que la société Total Petrochemicals & Refining SA/NV quitte son siège historique du complexe de bureau Industrie-Loi-Commerce (ainsi nommé par le nom des rues de sa localisation) pour le déplacer à la Multi Tower, au n° 1 du boulevard Anspach (place de Brouckère) à Bruxelles, dès le second semestre 2022.

## Dirigeants

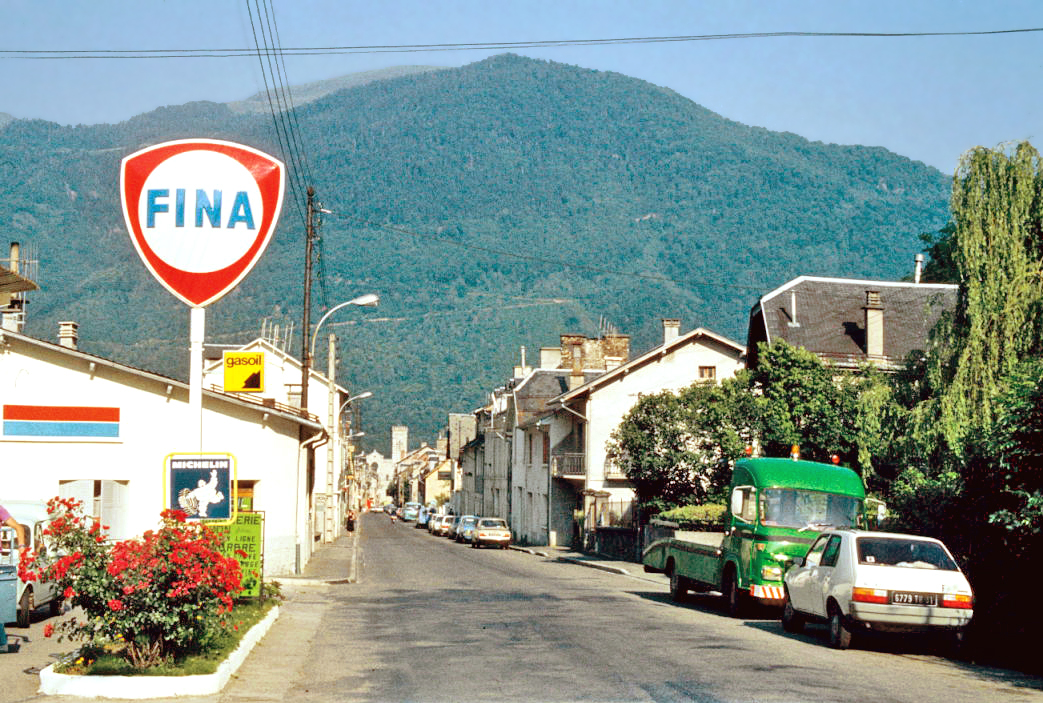
Une station-service Fina à Bagnères-de-Luchon, en France, en 1981.

François Cornélis fut le dernier administrateur délégué de la Petrofina indépendante. Albert Frère, qui en était le président, en était surtout le principal actionnaire, notamment par ses holdings GBL et CNP. Albert Frère est resté un actionnaire très important après la fusion des trois groupes, puis a progressivement cédé la quasi-totalité de sa participation dans le Groupe Total, et en 2020, ces holdings - contrôlés par ses héritiers depuis son décès survenu en 2018 - ne détiennent quasi plus aucune action Total. L'impulsion du mouvement de désengagement du groupe Total avait cependant été donnée par Albert Frère lui-même bien avant son décès.